# Suuri Ristijärvi
Suuri Ristijärvi är en sjö i kommunen Nyslott i landskapet Södra Savolax i Finland. Arean är 40 hektar och strandlinjen är 5,32 kilometer lång. Sjön  ingår i Vuoksens huvudavrinningsområde.   Den ligger omkring 120 kilometer nordöst om S:t Michel och omkring 320 kilometer nordöst om Helsingfors. 